# Ngôn ngữ bị đe dọa
Một ngôn ngữ có nguy cơ tuyệt chủng, hoặc ngôn ngữ moribund, là một ngôn ngữ có nguy cơ bị mất sử dụng khi người nói của nó chết hoặc chuyển sang nói một ngôn ngữ khác. Mất ngôn ngữ xảy ra khi ngôn ngữ không còn người bản ngữ và trở thành "ngôn ngữ chết". Nếu không ai có thể nói ngôn ngữ này, nó sẽ trở thành một "ngôn ngữ tuyệt chủng". Một ngôn ngữ chết vẫn có thể được nghiên cứu thông qua các bản ghi âm hoặc bài viết, nhưng nó vẫn bị chết hoặc tuyệt chủng trừ khi có những người nói ngôn ngữ này một cách trôi chảy. Mặc dù các ngôn ngữ luôn bị tuyệt chủng trong suốt lịch sử loài người, nhưng hiện tại chúng đang chết với tốc độ gia tăng vì toàn cầu hóa, chủ nghĩa thực dân mới và tiêu diệt ngôn ngữ (giết chết ngôn ngữ).
Sự dịch chuyển ngôn ngữ thường xảy ra nhất khi người nói chuyển sang ngôn ngữ liên quan đến sức mạnh xã hội hoặc kinh tế hoặc được nói rộng rãi hơn, kết quả cuối cùng là cái chết của ngôn ngữ. Sự đồng thuận chung là có từ 6.000 đến 7.000 ngôn ngữ hiện đang được sử dụng và từ 50% đến 90% trong số đó sẽ bị tuyệt chủng vào năm 2100. 20 ngôn ngữ phổ biến nhất, mỗi ngôn ngữ có hơn 50 triệu người nói, được nói bởi 50% dân số thế giới, nhưng hầu hết các ngôn ngữ được sử dụng bởi ít hơn 10.000 người.
Bước đầu tiên đối với cái chết ngôn ngữ là nguy cơ tiềm ẩn. Đây là khi một ngôn ngữ phải đối mặt với áp lực bên ngoài mạnh mẽ, nhưng vẫn có những cộng đồng người truyền ngôn ngữ cho con cái họ. Giai đoạn thứ hai là nguy hiểm. Khi một ngôn ngữ đã đến giai đoạn nguy hiểm, chỉ còn lại một vài người nói và phần lớn trẻ em không học ngôn ngữ. Giai đoạn thứ ba của sự tuyệt chủng ngôn ngữ đang bị đe dọa nghiêm trọng. Trong giai đoạn này, một ngôn ngữ khó có thể tồn tại ở một thế hệ khác và sẽ sớm bị tuyệt chủng. Giai đoạn thứ tư là moribund, tiếp theo là Giai đoạn thứ năm tuyệt chủng.
Nhiều dự án đang được tiến hành nhằm ngăn chặn hoặc làm chậm sự mất ngôn ngữ bằng cách khôi phục các ngôn ngữ đang bị đe dọa và thúc đẩy giáo dục và xóa mù chữ, thường liên quan đến các dự án chung giữa cộng đồng ngôn ngữ và nhà ngôn ngữ học. Trên khắp thế giới, nhiều quốc gia đã ban hành luật cụ thể nhằm bảo vệ và ổn định ngôn ngữ của các cộng đồng ngôn luận bản địa. Nhận thấy rằng hầu hết các ngôn ngữ có nguy cơ tuyệt chủng trên thế giới dường như không được hồi sinh, nhiều nhà ngôn ngữ học cũng đang nghiên cứu tài liệu về hàng ngàn ngôn ngữ trên thế giới mà ít hoặc không biết gì.

## Số lượng ngôn ngữ
Tổng số ngôn ngữ đương đại trên thế giới không được biết đến, và không được xác định rõ những gì tạo thành một ngôn ngữ riêng biệt trái ngược với một phương ngữ. Ước tính khác nhau tùy thuộc vào mức độ và phương tiện của nghiên cứu được thực hiện, và định nghĩa của một ngôn ngữ riêng biệt và tình trạng kiến thức hiện tại của các cộng đồng ngôn ngữ từ xa và bị cô lập. Số lượng ngôn ngữ được biết thay đổi theo thời gian khi một số trong số chúng bị tuyệt chủng và những ngôn ngữ khác mới được phát hiện. Một lượng ngôn ngữ chính xác trên thế giới chưa được biết đến cho đến khi sử dụng phổ quát, khảo sát có hệ thống trong nửa sau của thế kỷ 20. Phần lớn các nhà ngôn ngữ học vào đầu thế kỷ 20 đã kiềm chế không đưa ra ước tính. Trước đó, ước tính thường là sản phẩm của phỏng đoán và rất thấp.

### Các tổ chức
- Linguistic Society of America
- Hans Rausing Endangered Languages Project Lưu trữ ngày 29 tháng 7 năm 2012 tại Wayback Machine
- Documenting Endangered Languages, National Science Foundation
- Society to Advance Indigenous Vernaculars of the United States Lưu trữ ngày 27 tháng 2 năm 2012 tại Wayback Machine, (Savius.org)
- Advocates for Indigenous California Language Survival
- Indigenous Language Institute
- International Conference on Language Documentation and Conservation
- Sorosoro
- Enduring Voices Project Lưu trữ ngày 2 tháng 4 năm 2015 tại Wayback Machine, National Geographic
- Living Tongues Institute for Endangered Languages
- Endangered Language Alliance Lưu trữ ngày 8 tháng 5 năm 2013 tại Wayback Machine, New York City
- Endangered Languages Project
- DoBeS Documentation of endangered languages
- CILLDI, Canadian Indigenous Languages Literacy and Development Institute

### Công nghệ
- Recording your elder/Native speaker, practical vocal recording tips for non-professionals
- Learning indigenous languages on Nintendo
- Pointers on How to Learn Your Language (scroll to link on page)
- First Nations endangered languages chat applications
- Do-it-yourself grammar and reading in your language Lưu trữ ngày 6 tháng 3 năm 2016 tại Wayback Machine, Breath of Life 2010 presentations